# 青池憲司
青池憲司（あおいけ けんじ、1941年 - ）は、日本のドキュメンタリー映画監督。

## 人物
愛知県名古屋市生まれ。
幼い頃に静岡県浜松市に移住。現在は東京都在住。

## 概要
青年時代に学生運動を目の前にしてきた経験から、ドキュメンタリー映画の制作を志す。1971年に成田空港反対闘争の地で行われたコンサート「三里塚幻野祭」を撮影した映画『日本幻野祭 三里塚』で名を馳せる。
教育や地域問題を多く取り扱うが、近年は阪神・淡路大震災後の神戸市鷹取地区の復興に関する作品が多い。

## 主な監督作品
- 日本幻野祭　三里塚(1971年)
- 合戦(1976年)
- みんなともだち(1977年)
- 少年たちの四季(1978年)
- 叫びと囁き-カンプチア難民からの報告(1980年)
- ペンポスタ・子ども共和国(1990年)
- 琵琶法師 山鹿良之(1992年)
- 記憶のための連作 野田北部・鷹取の人びと(全14部 1995年～1999年)
2002年「日本建築学会文化賞」受賞
- 阪神大震災 再生の日々を生きる(2000年)
- 3月11日を生きて〜石巻・門脇小・人びと・ことば〜(2012年)
- 津波のあとの時間割～石巻・門脇小・1年の記録～(2012年)